# محمد براهمي

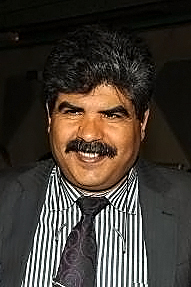
محمد البراهمي

محمد براهمي (15 ماي 1955 - 25 جويلية 2013) هو سياسي تونسي وعضو المجلس الوطني التأسيسي عن حزب التيار الشعبي والمنسق العام للحزب والأمين العام السابق لحزب حركة الشعب وينتمي للتيار الناصري. وعُرف بمعارضته الشرسة لحركة النهضة. اُغتيل في 25 يوليو 2013 بأربع عشرة طلقة نارية أمام منزله من قبل بوبكر الحكيم ولطفي الزين.

## نشأته ودراسته
ولد محمد براهمي بمنطقة تسمّى الحشانة بولاية سيدي بوزيد بتونس في 15 ماي 1955. بدأ دراسته في المدارس الابتدائيّة بمنطقته، ثمّ انتقل إلى المدرسة الإعداديّة بالمكناسي ومنها إلى المعهد الثّانوي بحيّ الشّباب في قفصة، قبل أن ينتقل إلى بنزرت في سنة تعليمه الثّانويّ الأخيرة وينال شهادة الباكالوريا من المعهد الفنّيّ بها.
بعد ذلك، درس البراهمي في المعهد الأعلى للتّصرّف وحصل على شهادة الأستاذيّة في المحاسبة سنة 1982.

## مسيرته المهنية
بعد تخرّجه، عمل لمدّة سنتين بالمعهد الفني بمنزل بورقيبة في ولاية بنزرت كمدرّس تقنيات اقتصادية ومحاسبة. ثمّ عمل بديوان إحياء المناطق السّقويّة بسيدي بوزيد لمدّة 8 أشهر. ثمّ التحق بالوكالة العقارية للسّكنى سنة 1985 وبقي يعمل بها حتّى 1993. وفي سنة 1994 انتقل إلى المملكة العربية السعودية فعمل بها كمتعاون بالوكالة التونسية للتعاون الفني. ثمّ عاد إلى تونس، وعاد إلى الوكالة العقارية للسكنى في خطّة متصرّف عامّ فيها بداية من 2004.

## مسيرته السياسية
منذ كان في الجامعة، انضمّ محمّد براهمي إلى تنظيم كان يُسمّى الطلاب العرب التقدميون الوحدويون وبقي ينشط من خلاله إلى أن أسّس مع رفاقه حركة الوحدويين الناصريين سنة 2005، وقد كانت هذه حركة سرّيّة محظورة بقيت تعمل في الخفاء حتّى قامت الثورة التونسية سنة 2011، فأسّس بعدها حركة الشعب وأخذ أمانتها العامّة.
فاز في انتخابات المجلس الوطني التأسيسي كنائب عن حركة الشعب في دائرة سيدي بوزيد، حتّى استقال منها في مطلع شهر جويلية 2013 ليشارك في تأسيس في 7 جويلية حزب التيار الشعبي الذي التحق حديثا جدا بائتلاف الجبهة الشعبية.
طوال مسيرته السّياسيّة، اعتقل محمد براهمي مرّتين سنتي 1981 و1986 وبرّأته المحكمة فيهما. ساند القوى اليسارية والعلمانية أثناء مظاهرات جوان وجويلية 2013 في مصر وقال أن الشعب التونسي سيستلهم من المصريين لإسقاط «الخوانجية»*.

## الاغتيال
اُغتيل في 25 جويلية 2013 في حدود السّاعة منتصف النّهار و10 دقائق أمام منزله في حي الغزالة بولاية أريانة بعد أن وُجهت له أربع عشرة طلقة نارية، ستة طلقات في الجانب العلوي من جسده وثمان طلقات في رجله اليسرى، على مرأى ومسمع من أبنائه الـ5 وزوجته وبعض جيرانه. من مسدس عيار 9 ملم. وحسب بعض أعضاء المجلس القومي التأسيسي الذين توافدوا على مستشفى محمود الماطري أطلق رجلان يمتطيان دراجة نارية من نوع فيسبا النار على براهمي وهو أمام مقود سيارته وقد تهشم زجاجها الأمامي. ونُقل لمستشفى محمود الماطري حيث توفي. وحملت جثته بعد ذلك لمستشفى شارل نيكول للتشريح.

### ردود الفعل

#### ردود الفعل الداخلية
عقد رئيس المجلس الوطني التأسيسي مصطفى بن جعفر مؤتمرا صحفيا دان فيه الاغتيال وقال أن يوم 26 جويلية سيكون يوم حداد بالنسبة للمجلس الوطني التأسيسي وتخصيص جلسة خاصة لتداول قضية العنف السياسي وتلا الفاتحة على روح الفقيد. وتظاهر عديد الأشخاص أمام وزارة الداخلية في شارع الحبيب بورقيبة بتونس العاصمة تنديدا بالاغتيال ورددوا شعارات من بينها الشعب يريد إسقاط النظام و«اليوم اليوم، النهضة إطّيح* اليوم». ودعت ابنة محمد براهمي أعضاء المعارضة في المجلس الوطني التأسيسي للاستقالة وقالت أن أباها كان ينوي الاستقالة. وقالت لإذاعة شمس أف أم موجهة كلامها لرئيس حركة النهضة راشد الغنوشي: «تركتنا أيتام.. حق بابا باش نجيبوه... سنكبر على حب تونس وعلى كره النهضة والغنوشي... حقه لن يضيع.» وأكد الناطق الرسمي باسم حزب التحرير رضا بلحاج أن عملية الاغتيال مؤامرة بشكل حرفي رهيب جدا هدفها إحباط إرادة الشعب. وندد عماد الدايمي الأمين العام لحزب المؤتمر من أجل الجمهورية في تصريح لشمس أف أم بالاغتيال التي وصفها بالصدمة والفاجعة الكبيرة وقال أنها تذكر التونسيين باغتيال شكري بلعيد وأنها محاولة لبث الفتنة. وخرجت مظاهرات في مدينة سيدي بوزيد مسقط رأس براهمي وفي عدة مدن تونسية أخرى. وأشعل محتجون النار في مقر حركة النهضة في مدينة سيدي بوزيد والمكناسي ومنزل بوزيان وسليانة والكاف. واقتحم متظاهرون مقر ولاية سيدي بوزيد وأضرموا فيه النار بعد ظهر يوم الخميس. وخرجت مظاهرات يوم الاغتيال في عدة مدن تونسية للتنديد بالحادثة من بينها الكاف. وجعلت الحكومة 26 جويلية يوم حداد وطني على اغتيال محمد براهمي. وعلّق الاتحاد العام التونسي للشغل الحوار الوطني وأعلن عن تنظيم إضراب عام في البلاد في 26 جويلية وتنظيم جنازة وطنية للبراهمي. وأصدر الاتحاد الجهوي للشغل بسيدي بوزيد بيانا أدان فيه الاغتيال ودعا فيه إلى عصيان مدني مفتوح بغية حل المجلس التأسيسي.
وقال المولدي الرياحي رئيس كتلة حزب التكتل في المجلس الوطني التأسيسي في تصريح لشمس أف أم بوجود خيوط تربط بين عملية اغتيال بلعيد وحادثة تصفية براهمي. ونادى محمد الهاشمي الحامدي مؤسس ورئيس تيار المحبة إلى بتنظيم استفتاء شعبي يوم 18 أوت القادم يصوت فيه الشعب بين التمديد بستة أشهر للمجلس أو انتخاب برلمان جديد حسب قانون الانتخابات المتبع في 2011. وطالب أحمد نجيب الشابي رئيس الهيئة السياسية العليا للحزب الجمهوري بحل المجلس التأسيسي وتشكيل حكومة إنقاذ وطني. وندد رئسي حزب المجد عبد الوهاب الهاني بالحادثة مشيرا إلى أن الاغتيالات توالت بعد التحريض في فيسبوك وفي خطابات بعض المسؤولين السياسيين والوزراء مثل سهام بادي والصحبي عتيق. ودعا حمة الهمامي الناطق الرسمي باسم الجبهة الشعبية للعصيان المدني في كل البلد حتى الإطاحة بالائتلاف الحاكم: رئاسة الجمهورية ورئاسة الحكومة وحل المجلس الوطني التأسيسي. وقدّما النائبان بالمجلس الوطني التأسيسي إياد الدهماني عن الحزب الجمهوري وحطاب بركاتي عن حزب العمال عن دائرة سليانة كلاهما انسحابهما من المجلس. وانسحب أيضا النائب مراد العمدوني من المجلس الوطني التأسيسي. وأعلن أكثر من مائة عضو من الحزب الجمهوري من بينهم سعيد العايدي استقالتهم من الحزب. وطالب التهامي العبدولي كاتب الدولة السابق للخارجية بحل المجلس الوطني التأسيسي واستقالة رئيس الجمهورية وتشكيل حكومة إنقاذ وطني وتنظيم الانتخابات في غضون ستة أشهر وتكوين هيئة خبراء لمراجعة دستور 1959. وأعلنت نائبة المجلس الوطني التأسيسي كريمة سويد أن اثنان وأربعون نائبا سينسحبون من المجلس، من بينهم الناصر البراهمي وإياد الدهماني. وانفجرت في 27 جويلية أمام مقر مركز الإرشاد البحري بحلق الوادي سيارة تابعة للمركز وقد زُرعت فيها قنبلة يدوية الصنع دون إحداث قتلى.
وقال رئيس الهيئة التأسيسية لحركة وفاء عبد الرؤوف العيادي في 26 جويلية أن النخبة السياسية كلها تتحمل مسؤولية ما يحصل في البلاد.
ووقعت مسيرة سلمية في جندوبة ليل 26 جويلية. وانطلقت أيضا مسيرة وجنازة رمزية بالمنستير صباح 27 جويلية.
وقال قيس سعيد أستاذ القانون الدستوري: «ليرحل جميعهم معارضتهم وحكومتهم». ودعت النقابة الوطنية لقوات الأمن الداخلي لتغيير قيادات الإدارات العامة للأمن والمصالح الفنية والمصالح المختصة.
واُعلنت وزارة الثقافة عن تأجيل عروض جميع المهرجانات الوطنية والدولية أيام 25 و26 و27 جويلية لمواعيد لاحقة. وأعلنت إدارة مهرجان قرطاج الدولي عن تأجيل عروض أيام 25 و26 و27 جويلية على مسرح قرطاج الاثري إلى شهر أوت. وألغت الخطوط الجوية التونسية كل الرحلات من تونس وإليها يوم 26 جويلية.
وأصدر رئيس حركة النهضة راشد الغنوشي بيانا أدان فيه الاغتيال. وتوجه الأمين العام للاتحاد العام التونسي للشغل حسين العباسي لمنزل براهمي لتقديم التعازي لعائلته.
ودعا مختار الطريفي الرئيس العام السابق للرابطة التونسية لحقوق الإنسان المجلس الوطني التأسيسي للتخلي. وطالبت منظمة حرية وإنصاف بالتسريع بالكشف عن مغتالي بلعيد وبراهمي. ودعت الهيئة الوطنية للمحامين الحكومة للاستقالة وحملتها مسؤولية الفشل في بيان أصدرته في 25 جويلية وأقامت مسيرة سلمية بزي المحاماة تنطلق من قصر العدالة باتجاه شارع الحبيب بورقيبة.
واستقال وزير التربية سالم لبيض من منصبه في 29 جويلية وتجدر الإشارة إلى أن لبيض ينتمي للتيار القومي العروبي. واُقيل محمد اللجمي مدير إقليم الأمن الوطني بأريانة من منصبه في 1 أوت وعّيّن عبد الستار السالمي مكانه فيما نُفل اللجمي إلى ولاية صفاقس مع احتفاظه بنفس صفته مسؤولا أمنيا ساميا.
وكتبت الممثلة هند صبري في صفحتها في فيسبوك «رغم الخوف الذي يتمّ فرضه فإنه يطمئنني ان الشعوب ترفض العودة للخوف القديم ولدي يقين وثقة أن ما يحدث سيكون له أثره الإيجابي على شعوبنا مستقبلا» وقالت أن المجلس التأسيسي والحكومة فشلا في القصاص لشكري بلعيد وأن هذا المجلس لن يصدر عنه دستور حداثي.
- رئاسة الحكومة: أصدرت بيانا ألقاه رئيس الحكومة علي العريض أدان فيه الاغتيال وطلب من الشعب التونسي التعقل حيث قال: «نحن ضد الدعوات التي تستغل الظرف لإحداث الفراغ والدفع بالبلاد نحو المجهول دون رسم أفق مستقبلي» وواصل قائلا: «هناك من يريد إفشال الربيع العربي واستنساخ تجارب بعض البلدان الأخرى بتونس».[38]
- الرئاسة التونسية: نددت بالاغتيال وأصدرت بلاغا في 25 جويلية جاء فيه: "إن هذه الجريمة التي اختار المخططون ذكرى عيد الجمهورية موعدا لتنفيذها، في وقت أوشك فيه المجلس الوطني التأسيسي على تركيز هيئة الانتخابات وبالتالي توضيح رزنامة نهاية المرحلة الانتقالية الحالية، وفي وقت تشهد فيه بعض الدول الشقيقة تحولات دموية بعد ايقاف العملية الديمقراطية، يؤكد بما لا يدع مجالا للشك الأهداف الحقيقية لمخططي وممولي ومنفذي هذا الاغتيال البشع. ودعت التونسيين "إلى عدم الوقوع في هذا الفخ الذي أراد من خلاله المجرمون الإيقاع بنا جميعا وإحلال التناحر والعنف محل الوفاق الوطني والتطور السلمي، وتهيب بكل الطبقة السياسية الوعي بأن من أطلق رصاصات الغدر على محمد البراهمي إنما أراد توجيهها نحو كل المسار الديمقراطي وايقاع البلاد في جحيم الفتنة." ودعتهم إلى التوحد.[39][40]

#### ردود الفعل الخارجية
- الأمم المتحدة: أدان الأمين العام للأمم المتحدة بان كي مون الاغتيال.
- مجلس أوروبا: أدان الاغتيال.
- الاتحاد الأوروبي: أصدرت وزيرة خارجية الاتحاد الأوروبي كاثرين آشتون بيانا في 26 جويلية 2013 قالت فيه: «ادين باكبر قدر ممكن اغتيال (…) نائب الشعب محمد البراهمي» وأن «الاتحاد الأوروبي يطالب السلطات التونسية بجلاء كل ملابسات هذه الجريمة من أجل سوق مرتكبيها أمام العدالة بدون تأخير، في الوقت الذي لم يعتقل فيه بعد قتلة شكري بلعيد، الذي اغتيل في 6 فيفري أو يساقوا أمام العدالة».[41]
- فرنسا: أدان الرئيس الفرنسي فرنسوا أولاند الاغتيال.
- الولايات المتحدة: أدانت المتحدثة باسم وزارة الخارجية الأمريكية ماري هارف الاغتيال ونادت بالقيام بـ«تحقيق مهني وشفاف» وسوق المدبرين للعدالة. وقدمت التعازي لأسرة براهمي وأصدقائه وزملاءه وللشعب التونسي. وحثت على نبذ العنف.[42][43][44]
- الجزائر: قال المتحدث باسم وزارة الخارجية الجزائرية أثناء تصريح لوكالة الأنباء الجزائرية: «ندين بشدة اغتيال المنسق العام للتيار الشعبي وعضو المجلس الوطني التأسيسي النائب التونسي محمد براهمي». ووواصل قائلا: «نقدم تعازينا الخالصة لعائلة الضحية وذويه ونؤكد من جديد تضامننا الكامل مع الشعب التونسي». ودعا كافة الأطراف في تونس إلى إنجاح المرحلة الانتقالية.[45]
- المغرب: أدان بلاغ لوزارة الشؤون الخارجية والتعاون صدر في 26 جويلية الاغتيال الذي اعتبره «عملا شنيعا». وجاء فيه أن المغرب «تجدد رفضها للعنف والاغتيال السياسي أيّاً كان مصدره، وكل ما من شأنه أن يمس استقرار ووحدة تونس الشقيقة».[46]
- قطر: أدانت وزارة الخارجية القطرية الاغتيال وأعربت عن تعازيها لأسرة براهمي وأكدت على قدرة تونس على تجاوز هذه الأزمة.[47]
- المملكة المتحدة: تتابع بقلق ماذا يحدث في تونس.
- روسيا: أدانت وزارة الخارجية الروسية الاغتيال في بيان أصدرته في 27 جويلية وجاء فيه: «تدين موسكو بشدة هذه الجريمة الوحشية، ولا ترى لها مبررا، وتدعو السلطات التونسية إلى إجراء تحقيق دقيق واتخاذ كل مايلزم لمنع مثل هذه الجرائم مستقبلا.» وأضافت: «إننا نعول على تحليّ كل القوى السياسية التونسية بضبط النفس وأن تطلق حوارا سياسيا واسعا لتهيئة الظروف الضرورية لمواصلة التحولات الديمقراطية لما فيه مصلحة كل فئات المجتمع.»[48]
- سويسرا: أدانت وزارة الخارجية السويسرية الاغتيال ودعت السلطات التونسية إلى القبض عن مرتكبي العملية.[49]
- المفوضية السامية للأمم المتحدة لحقوق الإنسان: أصدرت المفوضة السامية لحقوق الإنسان بالأمم المتحدة نافي بيلاي بيانا دانت فيه بشدة الاغتيال وطالبت السلطات بفتح تحقيق فوري وشفاف للكشف عن المتورطين.[50]
- هيومن رايتس ووتش: نددت بالاغتيال وقال إريك غولدستين نائب المدير التنفيذي لقسم الشرق الأوسط وشمال أفريقيا في هيومن رايتس ووتش: «محمد البراهمي هو الشخصية المعارضة الثانية التي يتم اغتيالها بالرصاص في الشارع في أقل من ستة أشهر. يتعين على السلطات أن تلاحق القتلة بشكل جدّي وأن تضمن ألا يكون الاغتيال جزءاً من المشهد السياسي في تونس». وأضاف: «إلى الآن، مثلت السياسة التعددية في تونس رافدًا من روافد الانتقال الديمقراطي. ولكن هذا الانتقال سيحيد عن مساره إذا تمكن القتلة من تصفية السياسيين والإفلات من العقاب».[51]
- المنظمة الديمقراطية للشغل: استنكرت في بيان لها اغتيال براهمي واتهمت «أصحاب الفتاوى التكفيرية» بالضلوع في العملية وطالبت بـ«الكشف عن المجرمين وتقديم مرتكبي هذه الجريمة النكراء للعدالة». ودعت السلطات التونسية للقيام بإجراءات عملية لـ«توقيف مسلسل الاغتيالات في تونس الشقيقة وحماية أمن واستقرار المواطنين وضمان سيادتها».[52]

### ردود فعل الإعلام
قطعت قناة الجزيرة بث الأخبار في برنامج الجزيرة منتصف اليوم وخصصت أكثر من نصف ساعة لخبر الاغتيال وتلقي ردود فعل صلاح الدين الجورشي وعبد الفتاح مورو نائب رئيس حزب حركة النهضة. وركّزت قناة العربية على الخبر وأخذت ردود فعل عديد المسؤولين. كما أحظت فرنسا 24 الخبر بتغطية خاصّة واتّصلت بعديد السّياسيّين في تونس للتّعليق عليهم، وأبرزهم الوزير الأوّل الأسبق الباجي قائد السبسي والصحبي عتيق النائب عن حركة النهضة، كما اتّصلت ببعض الإعلاميّين التّونسيّين لنفس الغرض، ومنهم الهاشمي الطرودي رئيس تحرير جريدة المغرب. وفي 26 جويلية غيرت قنوات الوطنية 1 والوطنية 2 وقناة نسمة ألوان شعاراتهم للأسود حدادا على الاغتيال. وصدرت الصفحة الأولى من جريدة الصحافة ليوم 26 جويلية كلها باللون الأسود: الشعار أسود والصور بالأبيض والأسود. وكتب لحسن بوربيع مقال رأي في جريدة الخبر الجزائرية في 26 جويلية أدان فيه الاغتيال وقال أنه «مهما كانت أفكار وطروحات محمد براهمي، من المفروض ألا يتم توقيف مساره بالقتل الجبان».
كتبت إيزابيل هان مراسلة جريدة ليبراسيون الفرنسية في تونس العاصمة في 26 جويلية 2013 مقالا عنونته «في تونس، فرنسي خلف موت براهمي» وتحدثت فيه عن التونسي بوبكر الحكيم الذي يحمل الجنسية الفرنسية أيضا والذي اتهمه وزير الداخلية لطفي بن جدو بقتل براهمي. وكتبت نفس المراسلة مقالا في 27 جويلية عنوانه «هناك كثير من العنف في تونس هذه!» سردت فيه تفاصيل الجنازة من شعارات وبعض تصريحات الحاضرين. وكتب العربي صديقي مقال رأي في موقع الجزيرة الإنجليزية في 27 جويلية عنونه: «تونس: تمرّد من خلال الاغتيال».

## التداعيات
في 26 جويلية ألقت السلطات التونسية القبض على منسّق حركة تمرد في تونس حميد المزوغي. وانخفض مؤشر توناندكس بنسبة 66ر1 بالمئة. واُعلن عن تأسيس الهيئة الوطنية العليا للإنقاذ الوطني التي تضم 29 حزيا ومنظمة.

## التحقيقات
أعلن المدير العام للأمن العمومي في وزارة الداخلية في ندوة صحفية صباح 26 جويلية أسماء المتورطين في اغتيال محمد براهمي والقائمة النهائية للمتهمين في اغتيال شكري بلعيد وتتضمن سلمان المراكشي ومروان حاج صالح وعزالدين عبد اللاوي وعلي الحرزي وأحمد الرويسي وكمال القضقاضي ولطفي الزين وبوبكر الحكيم. واتهم بوبكر الحكيم ولطفي الزين بقتل براهمي. وقال المدير العام للأمن العمومي أن الحكيم هو من قاد الدراجة النارية أثناء الاغتيال. وقال إطار بوزارة الداخلية ووزير الداخلية لطفي بن جدو أن نفس السلاح الناري اُستخدم في عمليتي اغتيال بلعيد وبراهمي، وهو سلاح نصف آلي. وأصدر في 1 أوت 2013 قاضي التحقيق بالمكتب الثالث عشر بالمحكمة الابتدائية بتونس بطاقة إيداع بالسجن ضد رجل الأعمال فتحي دمق لأنه جعل منزلا يملكه بحي الغزالة بولاية أريانة مكان اختباء لمطلوبين في أحداث السفارة الأمريكية بتونس، وأن بعضهم له علاقة باغتيال شكري بلعيد ومحمد براهمي حيث أن بوبكر الحكيم المتورط الرئيسي في اغتيال براهمي تردد على المنزل.

## الجنازة

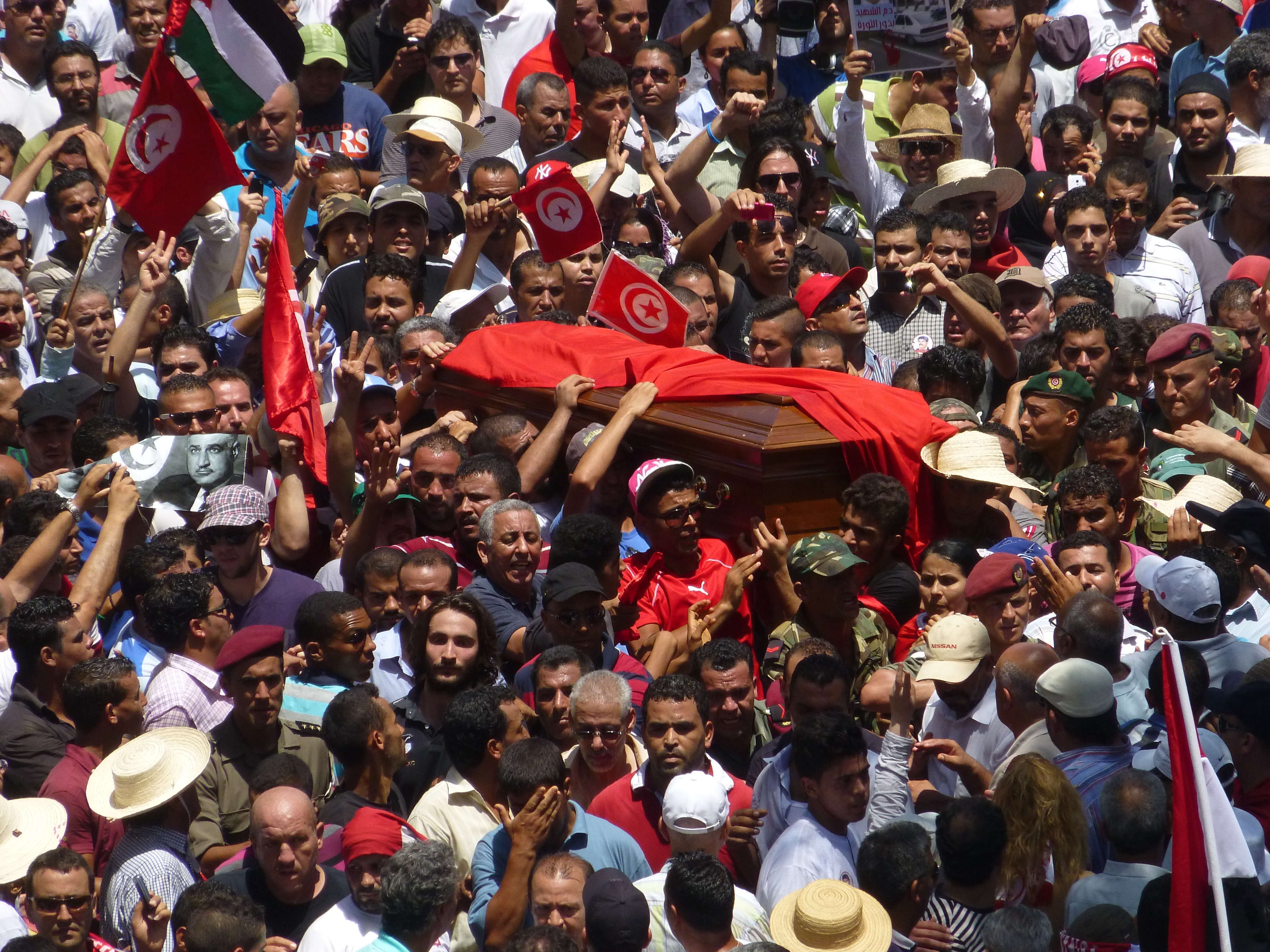
موكب جنازة محمد براهمي

كلفت الرئاسة التونسية رئيس أركان جيش البر أمير اللواء محمد صالح الحامدي بتنظيم جنازة وطنية لمحمد براهمي وتمثيله في مراسم الدفن وقد خرجت الجنازة من منزله في حي الغزالة بأريانة فوق سيارة عسكرية مكشوفة ترافقها خمس سيارات عسكرية وتوجهت نحو مقبرة الجلاز. وقد خرج الموكب من حي الغزالة وتوجه نحو الطريق السيارة ثم وصل لساحة حقوق الإنسان بشارع محمد الخامس في اتجاه شارع الحبيب بورقيبة وثم نهج تركيا وصولا لمقبرة الزلاج. ورفع المشيعون أعلام سوريا وفلسطين ورددوا شعارات منها «اليوم اليوم، اليوم التأسيسي ايطيح». وقد بلغ عدد المشيعون حسب مصدر أمني أكثر من 30 ألف شخص. ودفن براهمي في روضة الزعماء في المقبرة. وخلال الجنازة التي أمّ صلاتها الشيخ فريد الباجي وزع أشخاص مناشير خارج محيط المقبر تدعو الناس للذهاب للمجلس الوطني التأسيسي والانضمام لاعتصام الرحيل. وقد أبّن حسين العباسي وحمة الهمامي براهمي في كلمة لكل منهما. وحلقت عدة طوافات عسكرية لتأمين الجنازة من الجو.
وأقام المجلس الوطني التأسيسي في 6 أوت 2013 تأبينا لمحمد براهمي حيث وشّح مقعده بعلم تونس وكُلّل بالورود.

## الحياة الشخصية
محمد براهمي متزوج من مباركة عواينية وله ابن هو عدنان وأربع بنات. وترشحت زوجته لانتخابات المجلس الوطني التأسيسي في 23 أكتوبر 2011 عن حركة الشعب عن دائرة أريانة الانتخابية ولم تفز.

## وصلات خارجية
- محمد براهمي في المرصد
- آلاف المشيعين في وداع المعارض التونسي محمد براهمي (فيديو) يورونيوز، 27 جويلية 2013